# Signo del cerdo
El signo del cerdo en la astrología china Hai (亥) es el signo de la duodécima Rama Tierra. Su representación animal es el cerdo o jabalí (猪). En la cultura china, el cerdo está asociado con la fertilidad y la virilidad. Los niños nacidos en el Año del Cerdo son considerados muy afortunados, pues serán felices y honrados.
En el ciclo sexagesimal  continuo, cada doce años corresponde el  Hai, y es comúnmente llamado "el año del cerdo" o "el año del jabalí" (猪年). Hay cinco tipos de cerdo, que corresponden al nombre de los elementos chinos. En la cultura japonesa, el animal es específicamente un jabalí. En japonés, el carácter (豚)  es cerdo y el carácter( 猪) denota el jabalí, aunque China no hace tal diferenciación.

## Compatibilidad
El signo del cerdo forma parte del cuarto ciclo de compatibilidad y finaliza la rueda china astral. El Cerdo por su cualidad de luchar por la relación en pareja puede convencer a cualquier signo en persistir hasta que se llegue a una compatibilidad, pero en cuanto afinidad zodiacal es naturalmente compatible con el signo Conejo y el signo Cabra, su amigo secreto o complemento yang es el signo Tigre.

## Incompatibilidad
A diferencia de otros signos zodiacales chinos opuestos, la Serpiente y el Cerdo sí puede congeniar, pero por la norma de los signos opuestos es recomendable que no se junten.

Las personas nacidas en estos rangos de fechas han nacido en "el año de cerdo", al mismo tiempo que llevan asociado alguno de los cinco elementos:

## Años y los cinco elementos
- Del 30 de enero de 1911 al 17 de febrero de 1912: Cerdo de Metal.
- Del 16 de febrero de 1923 al 4 de febrero de 1924: Cerdo de Agua.
- Del 4 de febrero de 1935 al 23 de enero de 1936: Cerdo de Madera.
- Del 22 de enero de 1947 al 9 de febrero de 1948: Cerdo de Fuego.
- Del 8 de febrero de 1959 al 27 de enero de 1960: Cerdo de Tierra.
- Del 27 de enero de 1971 al 14 de febrero de 1972: Cerdo de Metal.
- Del 13 de febrero de 1983 al 1 de febrero de 1984: Cerdo de Agua.
- Del 31 de enero de 1995 al 18 de febrero de 1996: Cerdo de Madera.
- Del 18 de febrero de 2007 al 6 de febrero de 2008: Cerdo de Fuego.
- Del 5 de febrero de 2019 al 24 de enero de 2020: Cerdo de Tierra.
- Del 22 de enero de 2031 al 10 de febrero de 2032: Cerdo de Metal.
- Del 10 de febrero de 2043 al 29 de enero de 2044: Cerdo de Agua.
- Del 28 de enero de 2055 al 14 de febrero de 2056: Cerdo de Madera.
- Del 14 de febrero de 2067 al 2 de febrero de 2078: Cerdo de Fuego.
- Del 2 de febrero de 2079 al 21 de enero de 2080: Cerdo de Tierra.
- Del 18 de febrero de 2091 al 6 de febrero de 2092: Cerdo de Metal.
- Del 7 de febrero de 2103 al 28 de enero de 2104: Cerdo de Agua.